# قتل خارج نطاق القضاء

القتل خارج نطاق القضاء (ويُسمى أيضًا الإعدام خارج نطاق القضاء) هو قتل شخص على أيدي سلطات حكومية أو أفراد دون موافقة قضائية مسبقة أو إجراء قانوني. تعتبر الإنسانية العقوبةَ خارج عن نطاق القانون عملًا غير أخلاقي غالبًا، لأنها تتجاوز قانون ضمان الحقوق الذي تكفله الولاية التي تحدث فيها هذه العقوبة. وغالباً ما تستهدف عمليات القتل خارج نطاق القانون منشقين عن كيانات معينة وزعماء سياسيين وشخصيات نقابية ودينية واجتماعية، وقد تقوم بها حكومة الدولة أو سلطات الدولة الأخرى مثل القوات المسلحة أو الشرطة، كتطبيق غير شرعي لدورها القانوني المحدد.

## الأمم المتحدة
أنييس كالامارد هي المقررة الخاصة المعنية بحالات القتل خارج نطاق القضاء أو حالات الإعدام بإجراءات موجزة أو الإعدام التعسفي في المفوضية السامية للأمم المتحدة لحقوق الإنسان.

## جماعات حقوق الإنسان
تضطلع العديد من منظمات حقوق الإنسان بما فيها منظمة العفو الدولية وهيومن رايتس ووتش بحملات ضد العقوبة خارج نطاق القضاء.

## حسب البلد

### أفريقيا

#### بوروندي
عمليات القتل خارج نطاق القانون وكتائب الإعدام شائعة في بوروندي.

#### جمهورية الكونغو الديموقراطية
عمليات القتل خارج نطاق القانون وكتائب الإعدام شائعة في جمهورية الكونغو الديمقراطية.

#### مصر
عمليات القتل خارج نطاق القانون وكتائب الإعدام شائعة في مصر.

#### أثيوبيا
عمليات القتل خارج نطاق القانون وكتائب الإعدام شائعة في إثيوبيا.

#### ساحل العاج
عمليات القتل خارج نطاق القانون وكتائب الإعدام شائعة في ساحل العاج.

#### كينيا
عمليات الإعدام خارج نطاق القضاء شائعة في المستوطنات غير الرسمية في كينيا. عمليات القتل شائعة أيضًا في شمال كينيا تحت شعار عمليات مكافحة الإرهاب.

#### ليبيا
عمليات القتل خارج نطاق القانون وفرق الموت شائعة في ليبيا.

### الأمريكيتان

#### الأرجنتين
استخدمت الحكومة الديكتاتورية في الأرجنتين خلال الفترة 1976-1983 عمليات القتل خارج نطاق القضاء بشكل منهجي كوسيلة لسحق المعارضة فيما يسمى «الحرب القذرة» (بالإسبانية: La Guerra Sucia). خلال هذه الفترة العنيفة، قتل النظام العسكري ما بين أحد عشر ألفًا وخمسة عشر ألفًا حسب التقديرات، وكان معظم الضحايا معروفين أو يشتبه في معارضتهم للنظام. وشمل هؤلاء مثقفين وقادة جمعيات للعمال وعاملين في مجال حقوق الإنسان وقساوسة وراهبات ومراسلين إعلاميين وسياسيين وفنانين وأقارب لهم. وفقًا للتقارير فإن نصف عدد حالات القتل خارج نطاق القضاء كان على أيدي فرقة قتل كانت تنفذ أعمالها من مركز احتجاز في بوينس آيرس يسمى إيسكويلا ميكانيكا دي لا أرمادا. تسببت الحروب القذرة في الأرجنتين في بعض الأحيان في المزيد من النزاعات العنيفة وذلك لأن عمليات القتل والقمع أثارت حفيظة الجماعات المتمردة.

#### البرازيل
عمليات القتل خارج نطاق القانون وفرق الموت شائعة في البرازيل. فلافيو بولسونارو، نجل الرئيس جايير بولسونارو، اتُهم بأن له صلة بكتائب الإعدام.

#### تشيلي
عندما تولى الجنرال أوغوستو بينوشيه السلطة في عام 1973، أمر على الفور بتطهير وتعذيب وقتل أكثر من 3000 من أنصار الحكومة السابقة دون محاكمة. خلال فترة حكمه التي استمرت من 1973 إلى 1989، واصلت عناصر من الجيش والشرطة ارتكاب أعمال القتل خارج نطاق القضاء. ومن بين هؤلاء مانويل كونتريراس، الرئيس السابق لمديرية الاستخبارات الوطنية في شيلي (DINA)، والتي كانت بمثابة الشرطة السرية لبينوشيه. كان مانويل وراء العديد من الاغتيالات وانتهاكات حقوق الإنسان مثل اختطاف 1974 والاختفاء القسري لزعيم الحزب الاشتراكي فيكتور أوليا أليغريا. ونُسقت بعض عمليات القتل مع أنظمة يمينية دكتاتورية أخرى في المخروط الجنوبي فيما يسمى بعملية كوندور. كانت هناك تقارير عن تورط وكالة الاستخبارات المركزية الأمريكية (CIA)، وخاصة في أنشطتها في أمريكا الوسطى والجنوبية التي عززت الانقلابات المناهضة للشيوعية. بينما لم يثبت تورط وكالة المخابرات المركزية، فإن الأموال الأمريكية دعمت الأنظمة التي نفذت عمليات قتل خارج نطاق القضاء مثل إدارة بينوشيه. على سبيل المثال، ساعدت CIA في إنشاء DINA واعترفت الوكالة بأن كونتريراس كان أحد زكائزها.

#### كولومبيا
عمليات القتل خارج نطاق القانون وكتائب الإعدام شائعة في كولومبيا.

#### السلفادور
عمليات القتل خارج نطاق القانون وكتائب الإعدام شائعة في السلفادور. خلال الحرب الأهلية السلفادورية، اكتسبت كتائب الإعدام سمعة سيئة عندما اغتال المتطرفون اليمينيون رئيس الأساقفة أوسكار روميرو بسبب نشاطه الاجتماعي في مارس 1980. في ديسمبر 1980، اغتُصبت وقُتلت أربع أمريكيات -ثلاث راهبات وعاملة عادية- على أيدي وحدة عسكرية اكتُشف لاحقًا أنها فعلت ذلك بناءً على أوامر محددة. كان لكتائب الموت دور فعال في قتل المئات من الفلاحين والناشطين، بما في ذلك كهنةً بارزين مثل روتيليو غراندي. نظرًا لأن كتائب الموت المتورطة أُنشئت في الأساس لتكون جُندًا للجيش السلفادوري، الذي كان يتلقى تمويلًا وتدريبًا من الولايات المتحدة من قبل مستشارين أمريكيين خلال فترة حكم الرئيس كارتر، أثارت هذه الأحداث غضبًا في الولايات المتحدة وأدت إلى وقف مؤقت للمساعدات العسكرية في فترة حكم الرئيس ريغان، على الرغم من ذلك، توسع نشاط كتائب الموت جيدًا في سنوات حكم ريغان أيضًا (1981-1989).

#### هندوراس
كان لدى هندوراس أيضًا كتائب إعدام نشطة خلال ثمانينيات الققرن المنصرم، كانت أشهرها هي الكتيبة 316. اغتيل مئات الأشخاص، من ضمنهم معلمون وسياسيون ورؤساء النقابات، على أيدي القوات المدعومة من الحكومة. تلقت الكتيبة 316 دعمًا وتدريبًا كبيرًا من وكالة الاستخبارات المركزية الأمريكية.

#### جامايكا
عمليات القتل خارج نطاق القانون وكتائب الإعدام شائعة في جامايكا.

#### المكسيك
عمليات القتل خارج نطاق القانون وكتائب الإعدام شائعة في المكسيك.

#### الولايات المتحدة الأمريكية
كانت المناظرة التي جرت حول الوضع القانوني والأخلاقي للقتل المستهدف بواسطة الطائرات المسيرة من قبل الولايات المتحدة من أكثر القضايا من بين أحدث القضايا المتعلقة بالقتل خارج نطاق القضاء.

تحتوي المادة 3 (أ) من قانون حماية ضحايا التعذيب في الولايات المتحدة على تعريف القتل خارج نطاق القضاء:
القتل المتعمد غير المصرح به بموجب حكم سابق صادر عن محكمة منعقدة شرعية تتحمل جميع الضمانات القضائية التي تعتبرها الشعوب المتحضرة لا غنى عنها. مع ذلك، لا يشمل هذا المصطلح أي عمليات قتل تُعتبر قانونية بموجب القانون الدولي، وتُنفّذ بشكل قانوني تحت سلطة دولة أجنبية.
لقد شُكِّك في قانونية عمليات القتل كما في وفاة أسامة بن لادن في عام 2011. في هذه الحالة، دافعت الولايات المتحدة عن نفسها مدعيةً أن القتل لم يكن اغتيالًا بل عملًا من أعمال «الدفاع عن النفس لكن على مستوى الوطن».  كان هناك ما لا يقل عن 2500 عملية اغتيال نفذتها غارة جوية دون طيار بحلول عام 2015، وجرى التساؤل عن كون هذه أيضًا عن عمليات قتل خارج نطاق القضاء. أثار محامون وشركات إخبارية ومواطنون عاديون مخاوف بشأن القتل المستهدف والمُعاقَب عليه للمواطنين الأمريكيين وغير الأميركيين خلال أنشطة مكافحة الإرهاب في الخارج. في 30 سبتمبر 2011، أسفرت غارة جوية بطائرة دون طيار في اليمن عن مقتل المواطنين الأمريكيين أنور العولقي وسمير خان. كانا مقيمين في اليمن وقت وفاتهما. صدر الأمر التنفيذي بالموافقة على وفاة العولقي من قبل باراك أوباما في عام 2010، وطُعن فيه من قبل الاتحاد الأمريكي للحريات المدنية ومركز الحقوق الدستورية في تلك السنة. أصدر الرئيس الأمريكي أمرًا، وافق عليه مجلس الأمن القومي، بضرورة تعليق حقوق العولقي القانونية القانونية كمدني وفرض وفاته، إذ كان يمثل تهديدًا للولايات المتحدة. الأسباب التي أُعلِن عنها للجمهور تبريرًا للموافقة على الأمر كانت صلات العولقي بمذبحة فورت هود لعام 2009 ومخطط تفجير يوم عيد الميلاد لعام 2009 الذي كان محاولة تدمير طائرة ركاب متجهة إلى ديترويت. في الشهر التالي، قُتل نجل العولقي بطريق الخطأ بواسطة غارة أمريكية أخرى بطائرة دون طيار.

#### فنزويلا
عمليات القتل خارج نطاق القانون وكتائب الإعدام شائعة في فنزويلا.

### آسيا

#### أفغانستان
تقول هيومن رايتس ووتش في تقريرها الصادر في مارس/آذار 2015 إن المسؤولين الأفغان أشرفوا على عمليات القتل والاختطاف وغيرها من الانتهاكات بدعم ضمني من حكومتهم وحلفائها الغربيين.

#### بنغلاديش
عمليات القتل خارج نطاق القانون وكتائب الإعدام شائعة في بنغلاديش. اشتهرت كتيبة الرد السريع البنغلاديشية الخاصة (RAB) منذ فترة طويلة بالقتل خارج نطاق القضاء. في برقية ويكيليكس التي سُرِّبت وُجِد أن RAB قد دُرِّبت من قبل حكومة المملكة المتحدة. صدرت أحكام بالإعدام على 16 من مسؤولي كتيبة الرد السريع البنغلاديشية (أُقيلوا فيما بعد) من ضمنهم الملازم أول طارق سعيد (أقيل)، الرائد عارم حسين، والقائد مسعود رنا (أقيل)، بتهمة الاختطاف والقتل وإخفاء الجثث والتآمر وتدمير الأدلة في قضية الاغتيالات السبع التي حصلت في نارايانغانغ.
بالإضافة إلى أن عددًا كبيرًا من المجرمين المزعومين قُتلوا على أيدي شرطة بنغلاديش تحت ذريعة تبادل إطلاق النار. في عام 2018، قُتل العديد من تجار المخدرات المزعومين باسم «الحرب على المخدرات» في بنغلاديش.

#### الهند
عمليات القتل خارج نطاق القانون وكتائب الإعدام شائعة في الهند. يسمى نوع من القتل خارج نطاق القانون باسم المصادمات مع الشرطة. تُستخدم مثل هذه المصادمات أيضًا بواسطة قوات أمنية وعسكرية أخرى. عمليات القتل خارج نطاق القانون شائعة أيضًا في الولايات الهندية خاصة في ولاية أوتار براديش إذ قُتل 73 شخصًا من مارس 2017 إلى مارس 2019.

#### إندونيسيا
عمليات القتل خارج نطاق القانون وكتائب الإعدام شائعة في إندونيسيا.

#### إيران
في عام 1953 أُرسي النظام من خلال جهود وكالة المخابرات المركزية الأمريكية و MI6 البريطانية التي استخدم فيها الشاه محمد رضا بهلوي كتائب الإعدام المسماة سافاك (التي دربتها وكالة المخابرات المركزية أيضًا) لسجن وتعذيب و/أو قتل مئات المنشقين. بعد ثورة 1979 استُخدمت كتائب الإعدام إلى حد أكبر من قبل الحكومة الإسلامية الجديدة. في عام 1983، قدمت وكالة المخابرات المركزية إلى المرشد الأعلى لإيران -آية الله الخميني- معلومات عن عملاء لجنة أمن الدولة الروسية (الكي جي بي) في إيران. وربما استُغلّت هذه المعلومات. استخدمت الحكومة الإيرانية فيما بعد كتائب الإعدام أحيانًا خلال السبعينيات والثمانينيات والتسعينيات؛ لكن بحلول عام 2000، يبدو أنها توقفت عن استخدامها بالكامل تقريباً، إن لم يكن بالكامل.

#### بورما
- مذبحة إن دن